# El glotón
El glotón es una película de Argentina dirigida por Julio Saraceni según el guion de Julio Porter que se produjo 1967 pero no llegó a terminarse. Tenía como protagonistas a Javier Portales, Alberto Olmedo, Alberto Irízar y Gilda Lousek.

## Reparto
- Javier Portales
- Alberto Olmedo
- Alberto Irízar
- Gilda Lousek